# Молдова 1
Молдова 1 (или Moldova 1) е обществен телевизионен канал в Молдова. Собственост на Радио и телевизия Молдова. Създаден е през 1958 г.

## Директори
- Андрей Тимуш (февруари 1958 – април 1961)
- Михаил Онойценко (юли 1961 – март 1966)
- Йон Подолеану (март 1966 – март 1968)
- Валентин Шлеагун (май 1968 – септември 1974)
- Йон Бусуйоч (август 1975 – декември 1988)
- Михаил Страшан (март 1989 – януари 1990)
- Константин Пърцач (януари 1990 – април 1994)
- Димитру Цурчану (април 1994 – ноември 1997)
- Юре Тебърце (ноември 1997 – юли 1999)
- Аркаде Герасим (юли 1999 – юни 2000)
- Анатол Барбей (юни 2000 – септември 2001)
- Юре Тебърце (септември 2001 – юни 2002)
- Александру Гросу (юни 2002 – август 2003)
- Сергю Продан (август 2003 – октомври 2003)
- Виктор Морару (януари 2004 – април 2004)
- Виктор Тебърце (април 2004 – декември 2004)
- Адела Рейлян (декември 2004 – декември 2009)
- Ангела Сербу (февруари 2010 - февруари 2012)
- Мирчя Сурду (декември 2012 – юни 2017)

## Предавания
- На буджакска вълна – телевизионно предаване за живота на българите в Молдова, стартира през 1986 г.[2]

## Логотипи
- Лого през 2010–2016 г.
- Лого през 2016–2018 г.